# Свети Димитър (Ано Ставрос)
Вижте пояснителната страница за други значения на Свети Димитър.
„Свети Димитър“ (на гръцки: Ι. Ν. Ἁγίου Δημητρίου) е православна църква в село Ано Ставрос, Халкидики, Гърция, част от Йерисовската, Светогорска и Ардамерска епархия. Църквата е построена в 1869 година от епирски майстори, автори и на църквата „Света Марина“ в Рендина. Храмът представлява трикорабна базилика. Фреските не са се запазили, но са запазени ценни икони от 1842 година и по-рано. До храма е през 1870 г. е изградена камбанария, а на изток от църквата има костница от 1702 година.